# Mesochorus gelidus
Mesochorus gelidus är en stekelart som beskrevs av Dasch 1971. Mesochorus gelidus ingår i släktet Mesochorus och familjen brokparasitsteklar. Utöver nominatformen finns också underarten M. g. coriaceus.